# Vladimir Jurjevič Vjatkin

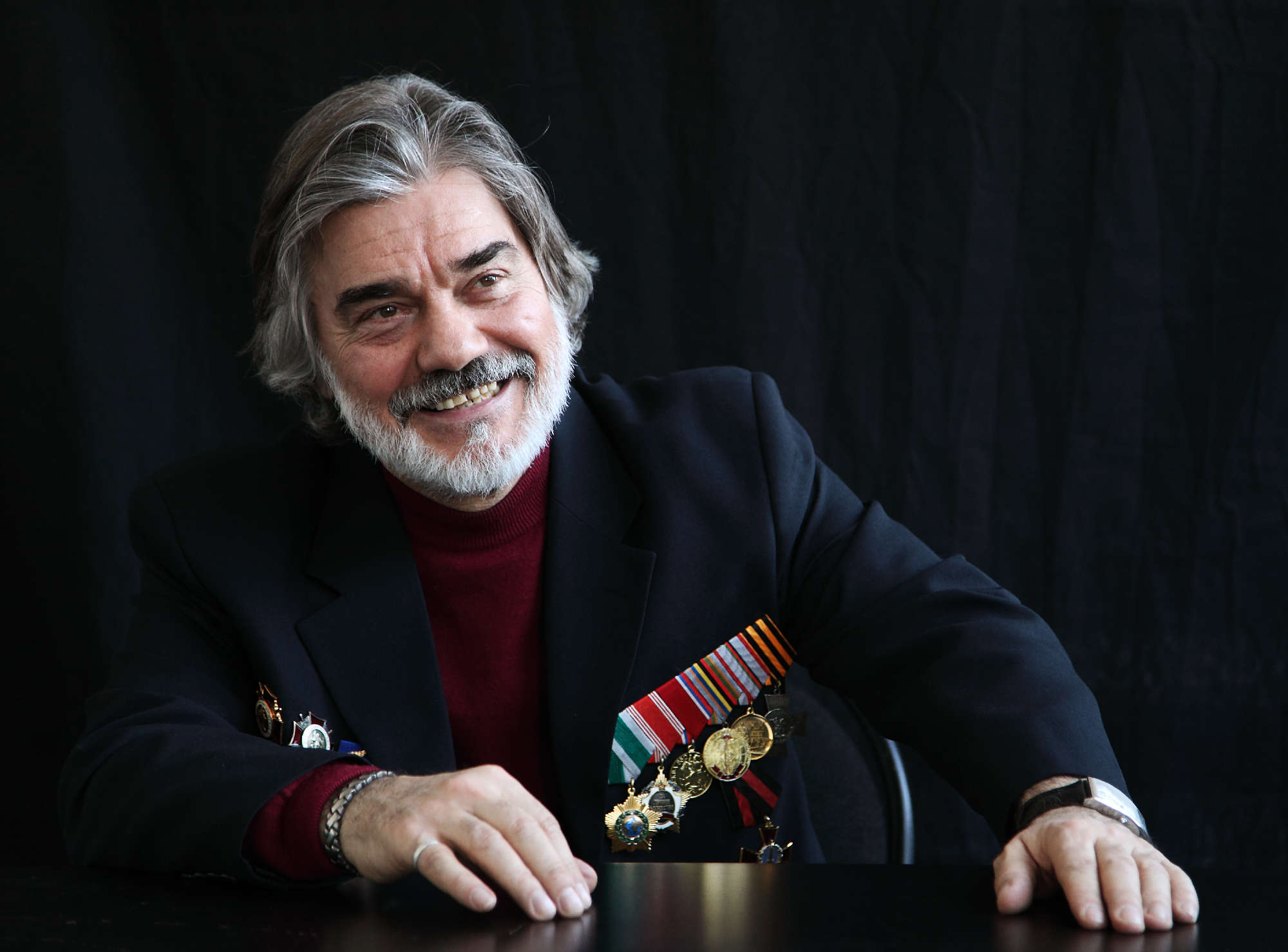
Vladimir Jurjevič Vjatkin, 2013

Vladimir Jurjevič Vjatkin (29. ledna 1951, Moskva, SSSR) je ruský fotoreportér a čestný člen Unie ruských fotografů. Ve fotografické práci Vladimir Vjatkin dává přednost fotografování sociálních témat, umění a sportu.

## Životopis
Narodil se v Moskvě 29. ledna 1951. Jako dítě měl rád hudbu a malbu. V roce 1968, po absolvování internátní školy, Vladimir Vjatkin pracoval v tiskové agentuře Novosti (APN) jako fotografický asistent, poté jako student. V letech 1971–1973 sloužil v řadách ozbrojených sil SSSR. Po ukončení vojenské služby se vrátil do práce na APN, kde stále (2021) pracuje jako speciální fotoreportér pro ředitelství Photo Information of the Rusko dnes.
V roce 1981 absolvoval Vladimir Vjatkin večerní studium Fakulty žurnalistiky Moskevské státní univerzity. M.V. Lomonosova. Členem Unie novinářů SSSR je od roku 1979.
V roce 1985 mu Mezinárodní organizace novinářů (IOJ) udělila status „Mezinárodního mistra fotožurnalistiky“.
Od roku 2004 je Vladimír Vjatkin akademikem Mezinárodního cechu fotografů hromadných sdělovacích prostředků.
Fotografuji srdcem i duší. Kdybych se jako dítě nevěnoval hudbě, malbě, grafice, kdybych nemiloval historii, zeměpis, nemiloval ženu a své děti, stěží bych k fotografii přišel. Dokonale chápu, pro co žiji. Výsledkem, ke kterému jsem dnes došel, je kompenzace za mé životní problémy. Nic není dáno jen tak. Toto je práce. Každý den, každou hodinu.

Od roku 1983 vyučuje fotožurnalistiku na Fakultě žurnalistiky Moskevské státní univerzity.
Mnohokrát se podílel na speciálních projektech pro časopis National Geographic. Fotografoval reportáže z mnoha horkých míst planety: v Nikaragui v Afghánistánu v Čečensku.
Vjatkin je šestinásobným laureátem mezinárodní fotografické soutěže World Press Photo. Třikrát byl zvolen do mezinárodní poroty této soutěže. Laureát a držitel ceny mnoha mezinárodních výstav fotografií a soutěží. Práce Vladimíra Vjatkina byly opakovaně oceněny na soutěži World Press Photo v Holandsku, Mother Jones (USA), Velká čínská zeď (Čína), sportovních soutěžích ve Švýcarsku, Francii, Japonsku, v roce 2003 získal Zlatou cenu Saddáma Husajna (Irák), několikanásobný vítěz soutěže Grand Prix Silver Camera (Stříbrný fotoaparát) v letech 2003–2013 (Moskva).
Vladimir Vjatkin je nejen světoznámý fotoreportér, ale také talentovaný učitel. Za více než 30 let pedagogické praxe se počet jeho studentů začal měřit na tisíce.
Mezi jeho studenty patří také významní fotografové jako:
- Dmitrij Astachov – osobní fotograf Dmitrije Medveděva;
- Vasilij Šapošnikov – fotoreportér nakladatelství „Kommersant“;
- Sergej Šachidžanjan je editor fotografií a fotoreportér ITAR-TASS, pracoval jako fotoreportér v novinách Izvestija, Večernjaja Moskva a Komsomolskaja pravda. Lektor na Moskevské státní univerzitě;
- Alexandr Tjagny-Rjadno – fotoreportér novin Izvestija a Sobesednik, autor 13 knih, 40 osobních výstav v Rusku i v zahraničí;
- Alexander Stěpaněnko – předseda Murmanské pobočky Ruské federace zemědělských věd;
- Vjačeslav Prokofiev – fotoreportér týdeníku TASS;
- Dmitrij Linnikov je fotograf a pedagog na Moskevské státní univerzitě.
- Alexej Košelev je divadelní fotograf.

V roce 2011 mu byl udělen Řád přátelství.

## Ceny a ocenění
- 1983, World Press Photo, Čestné uznání, Umění a vědy („Ze zákulisí Velkého baletu“ ze série. Stanislavského a Nemirovich-Dančenkovy divadlo. Moskva 1982)
- 1985, World Press Photo, 1. cena, příběhy z oblasti vědy a techniky (seriál „Kind Hands of Dr. Nemsadze“. Vakhtang Nemsadze – hlavní lékař dětské klinické nemocnice v Moskvě. Moskva, 1980–1985.)
- 1985, World Press Photo, 2. cena, Denní život („Bodyguard“) Afghánistán, Kábul. Duben 1980)
- 1988, World Press Photo, diplom („Červená vlajka na Rudém náměstí“. Demonstrace moci sovětské armády na vojenské přehlídce. Moskva, květen 1988)
- 2000, World Press Photo, 3. cena, příběhy obecných zpráv („Noční ostřelování“. Seriál o čečenské válce. Čečensko, Rusko. Březen – duben 2000.)
- 2003, World Press Photo, 3. cena, Sportovní funkce („Dívky. Ryby a ptáci“. Ze série o ruském synchronizovaném plaveckém týmu, březen 2003 Moskva, Rusko)
- 2007, World Press Photo, 3. cena, Každodenní život („101. narozeniny“. Zakladatel souboru lidového tance SSSR – legendární choreograf Igor Moiseev doma s manželkou Irinou. Moskva, 2007)
- 2003, Stříbrný fotoaparát – Grand Prix v kategorii „Události. Každodenní život“ („ Dívky a ptáci “).
- 2004, Stříbrný fotoaparát – Grand Prix v kategorii „Události. Každodenní život“ (Voják z povolání).
- 2004, Stříbrný fotoaparát – Grand Prix v kategorii „Události. Každodenní život“ (Hry pro mládež s mužskou postavou).
- 2004, Stříbrný fotoaparát – Grand Prix v kategorii „Události. Každodenní život“ (Pocity jara).
- 2005, Stříbrný fotoaparát – Grand Prix v kategorii „Tváře“ („Odcházející generace“).
- 2008, Stříbrný fotoaparát – Grand Prix v kategorii „Tváře“ („Mistři hudebních sfér. Postavy a nálady od klavíru po forte“).
- 2008, Stříbrný fotoaparát – Grand Prix v kategorii „Tváře“ („Generace Vasily Aksenova“).
- 2011, Stříbrný fotoaparát – Cena vlády Moskvy. („Valkyrie“ Richarda Wagnera v detailním záběru amerického dirigenta Keta Nagana).
- 2012, Stříbrný fotoaparát – Grand Prix v kategorii „Tváře“ („Generace Moskvy v tvářích“).
- 2013, Stříbrný fotoaparát – Grand Prix v kategorii „Události. Každodenní život“ („Ozvěna historie. Světová kultura.“).

## Rodina
Syn Vladimir Vladimirovich Vjatkin (nar. 1988) – ruský hobojista, umělecký vedoucí souboru sólistů Espressivo.

## Galerie

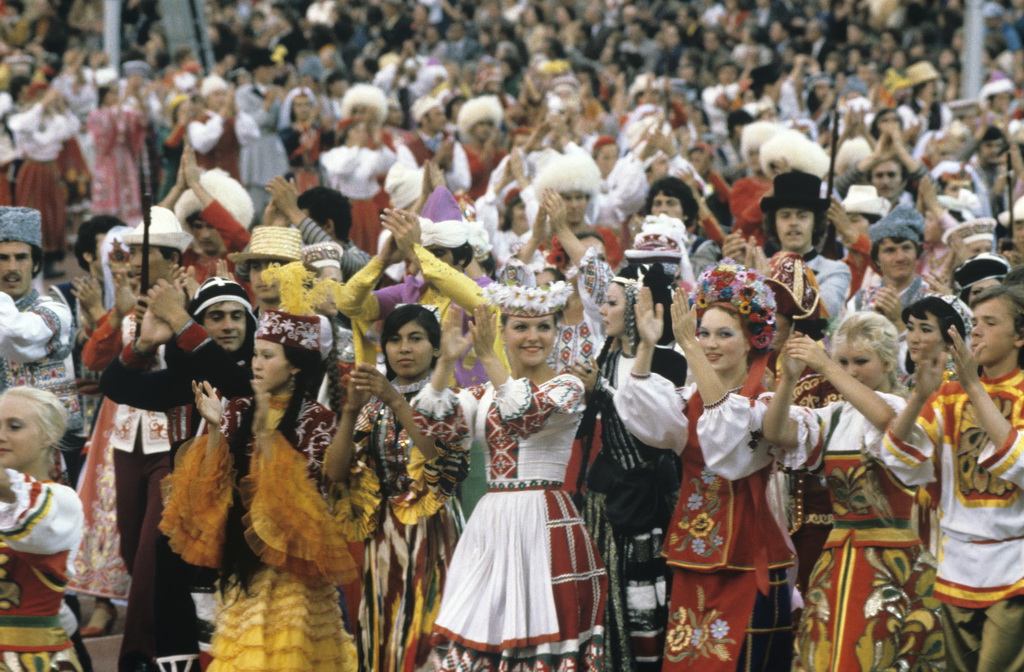
Zahajovací ceremoniál Olympiády v Moskvě, 1980
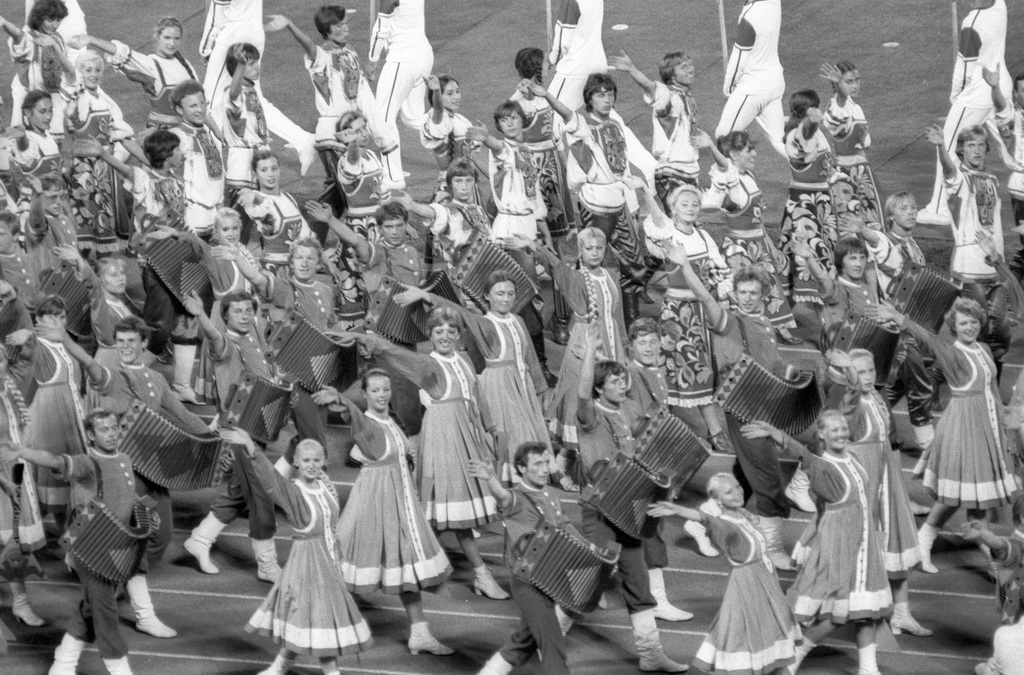
Závěrečný ceremoniál 22. Olympiády v Moskvě
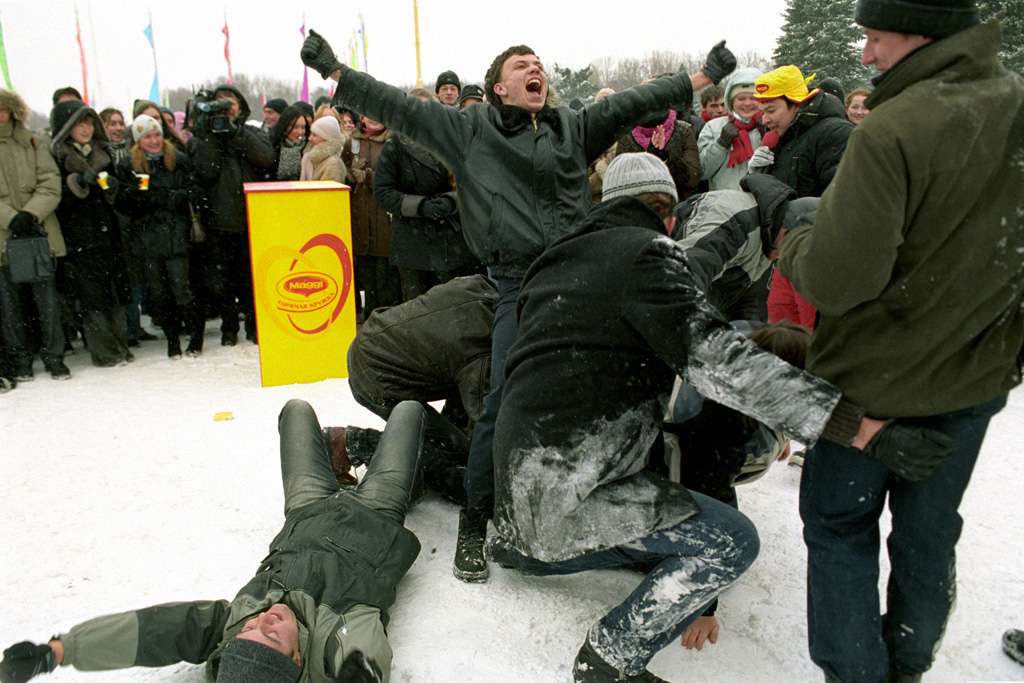
Studenti slaví Den sv. Taťany a 250. výročí Moskevské státní univerzity
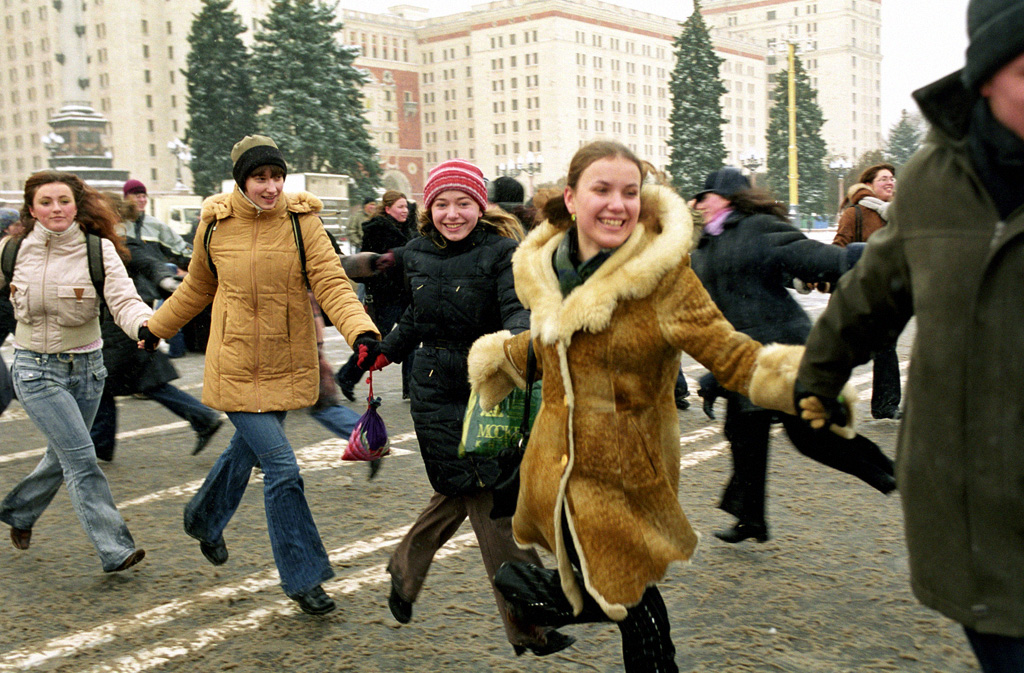
Studenti slaví Den sv. Taťany a 250. výročí Moskevské státní univerzity
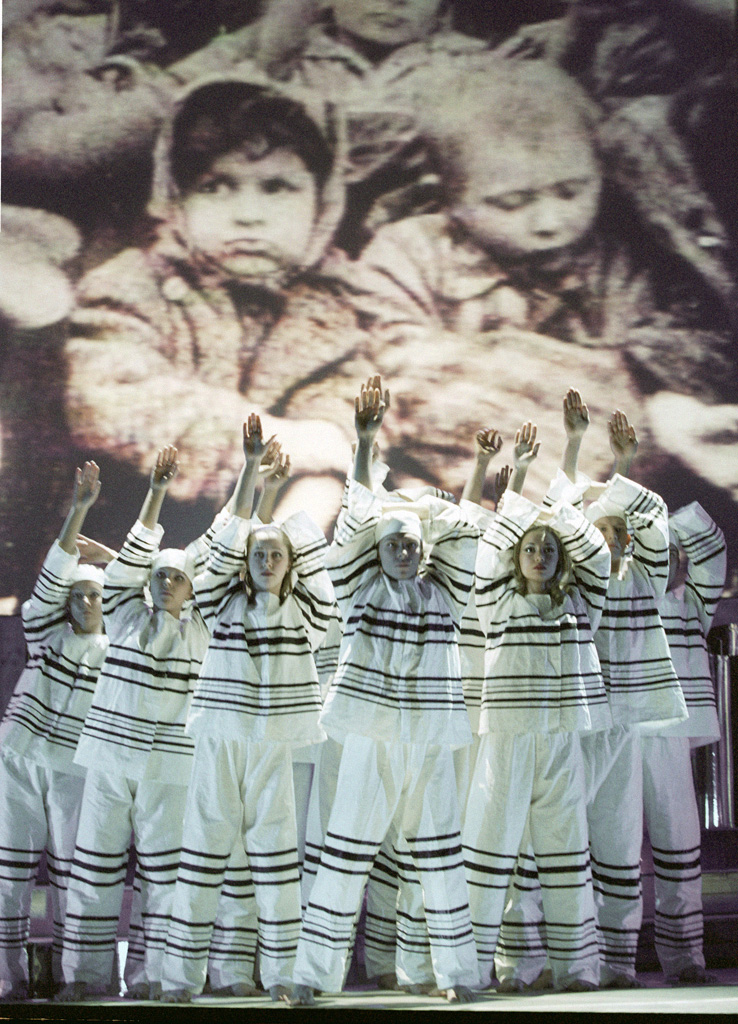
World Dance Theatre
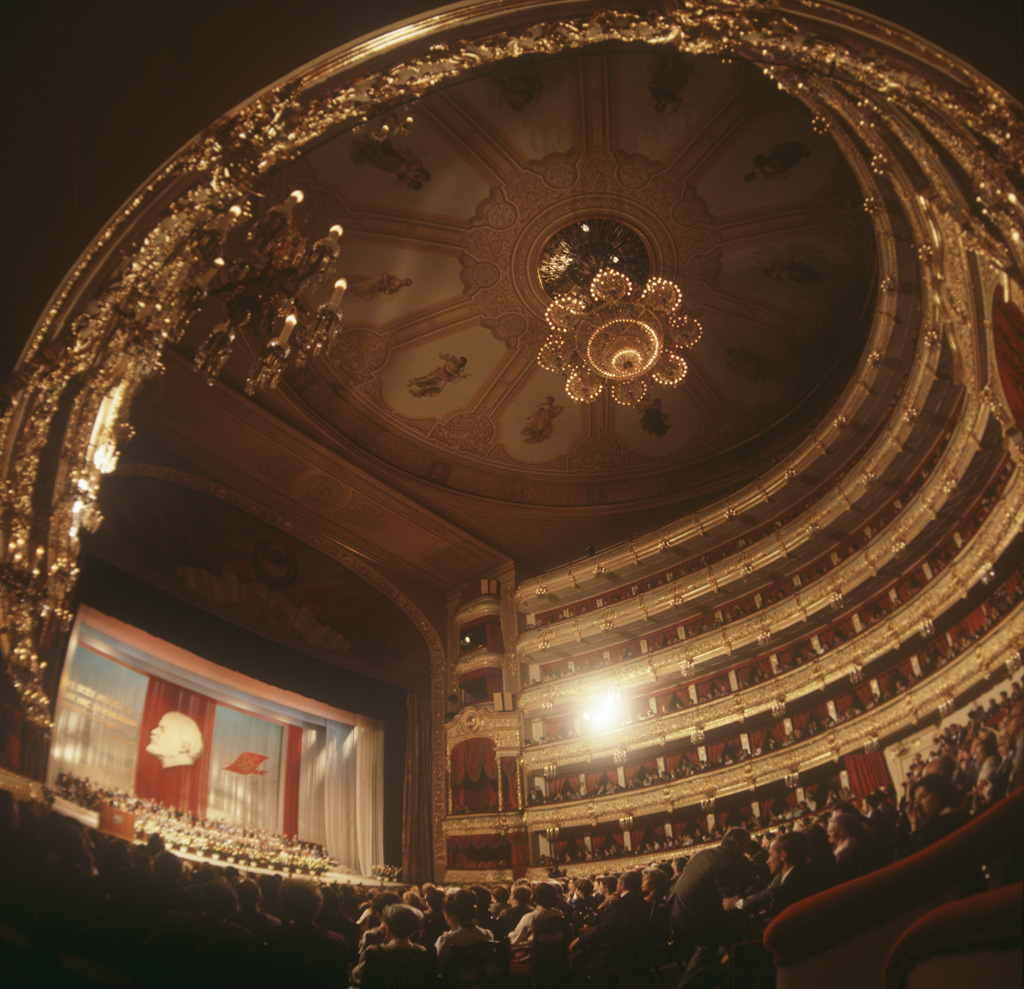
Interiér Velkého divadla v Moskvě
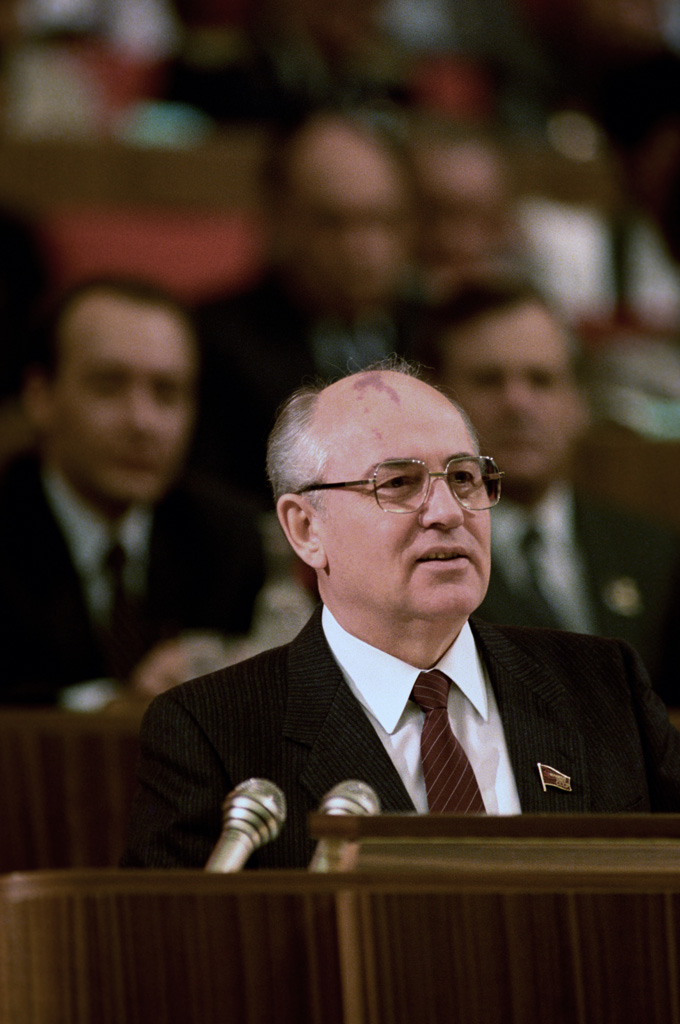
Michail Sergejevič Gorbačov
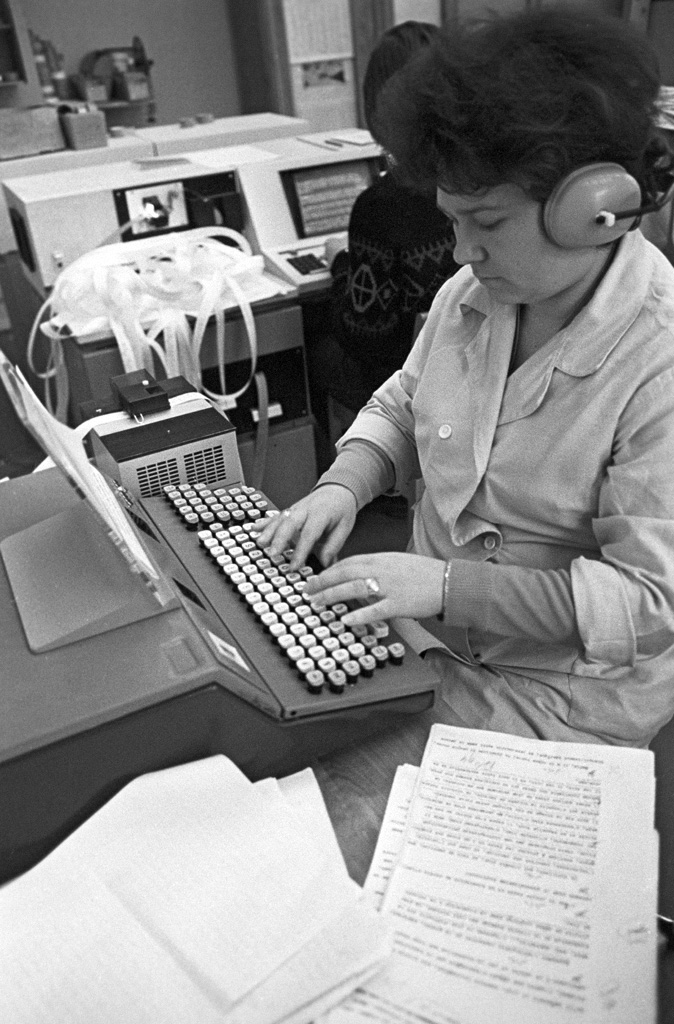
Zapisovatelka
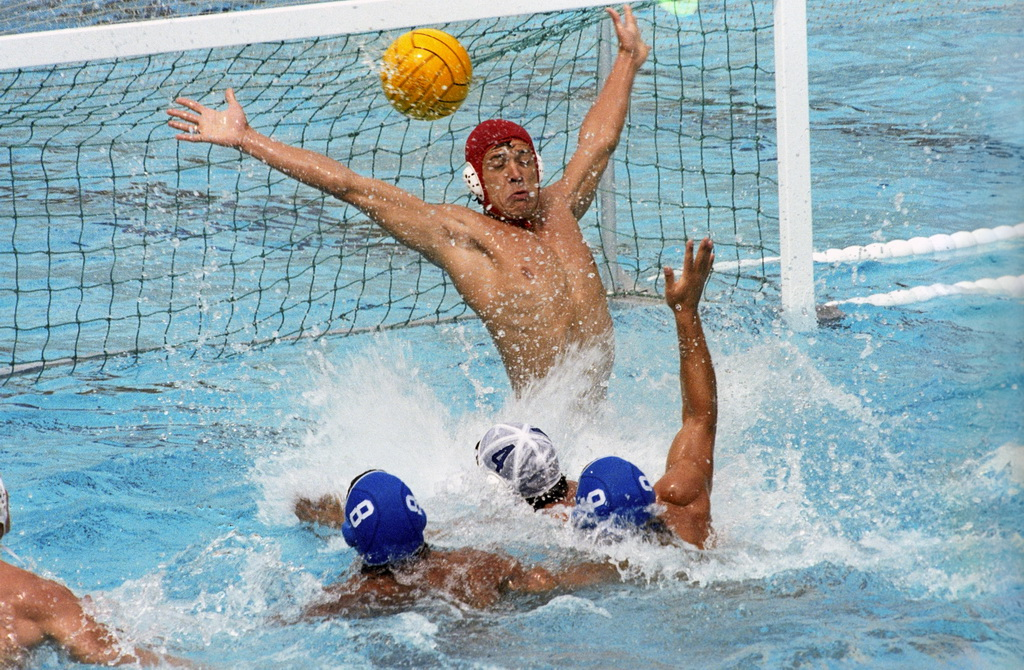
Vodní polo, Maďarsko vs Nizozemsko
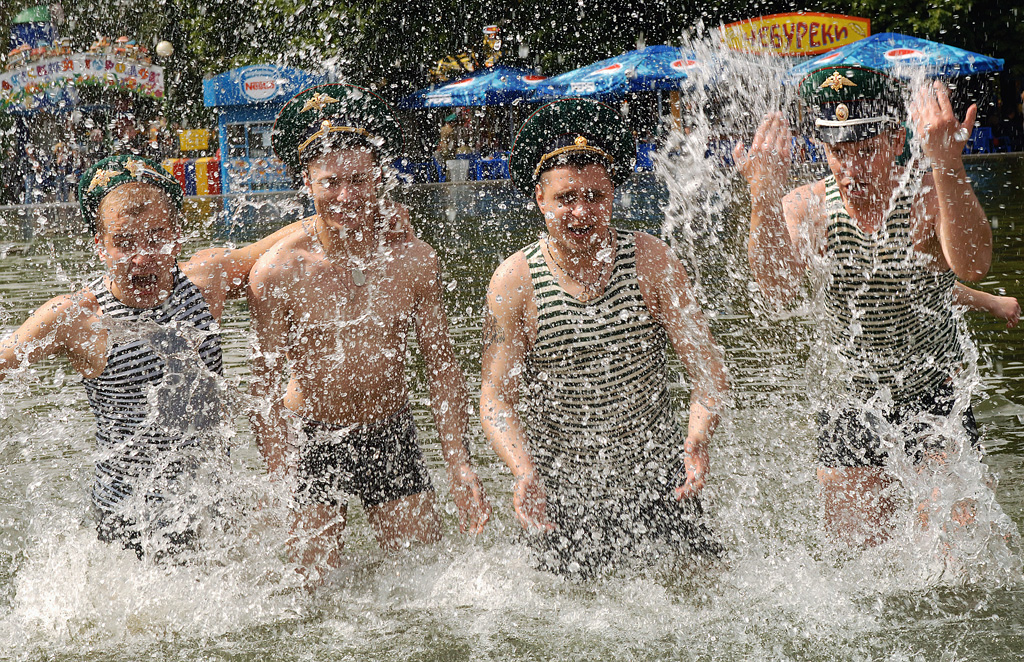
Den ruské pohraniční stráže
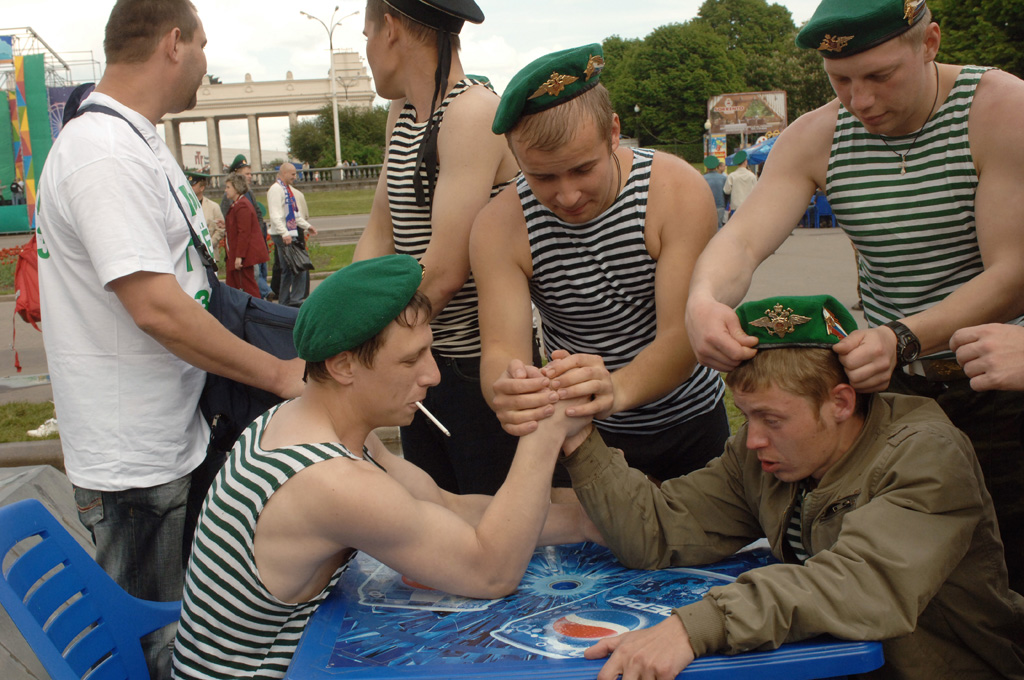
Den ruské pohraniční stráže
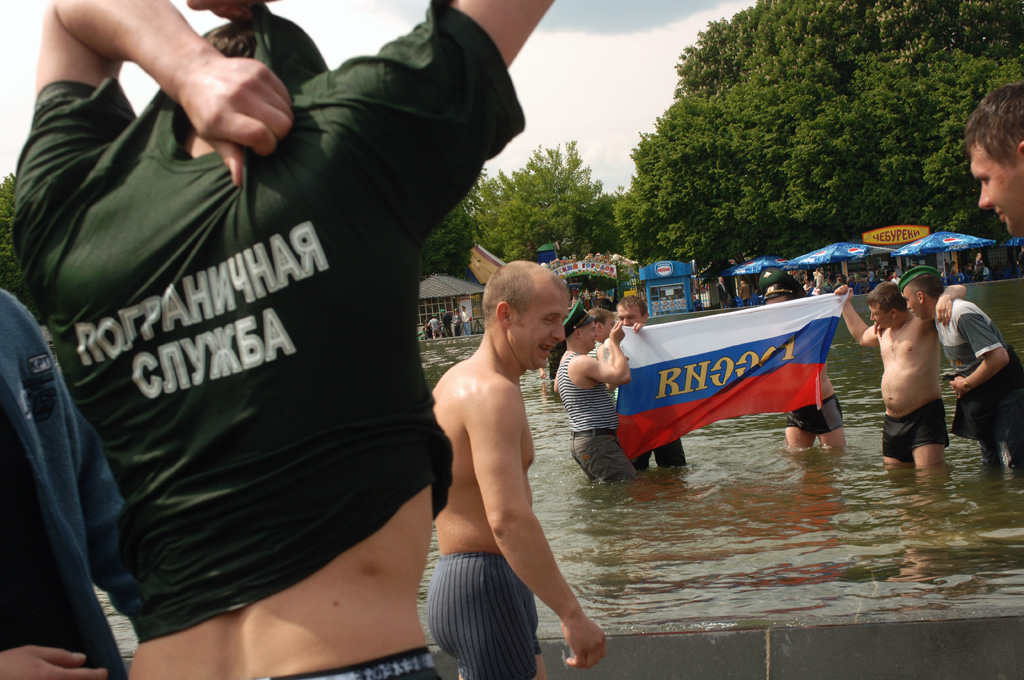
Den ruské pohraniční stráže
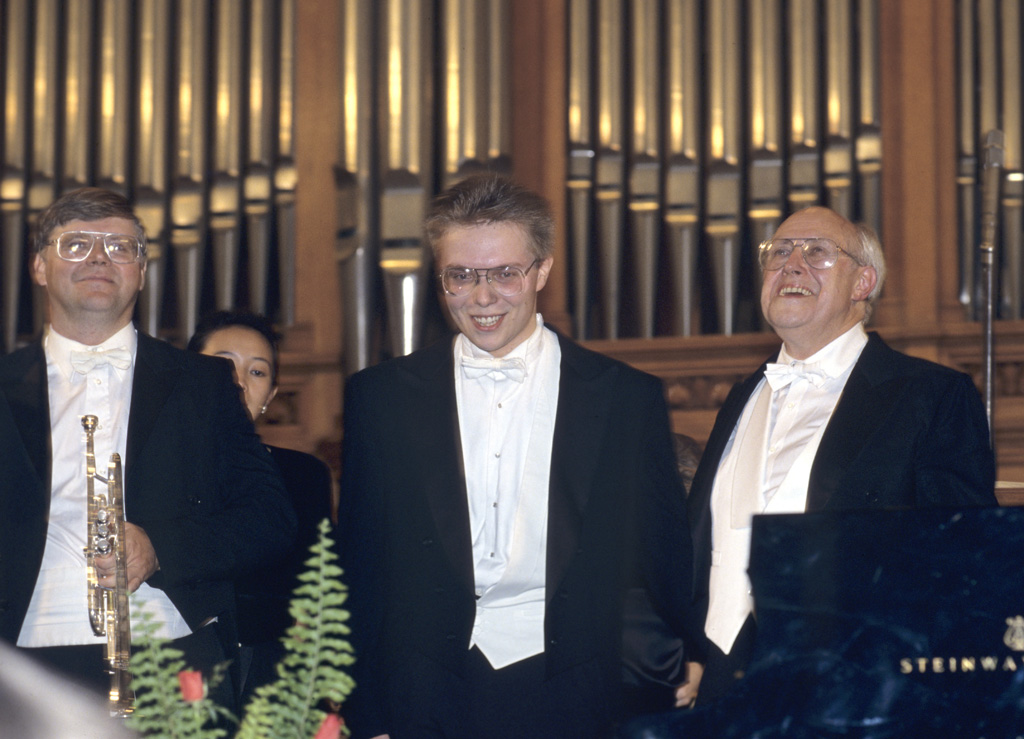
Pianista Ignat Solženicyn a dirigent a violoncellista Mstislav Rostropovič
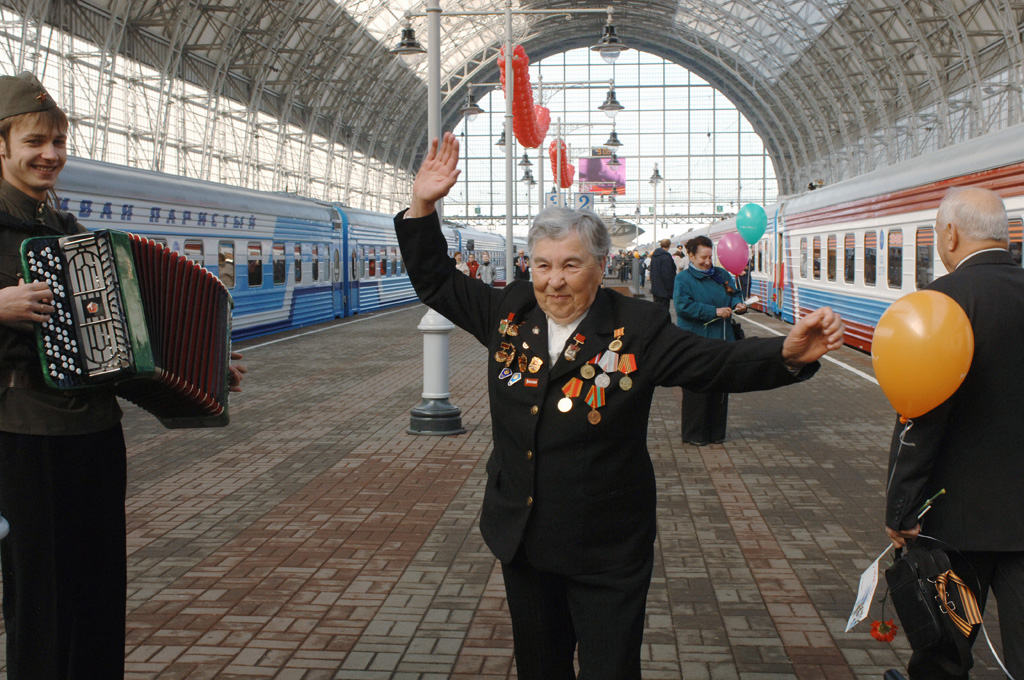
Oslava 63. výročí vítězství Sovětského svazu ve Velké vlastenecké válce 1941–1945
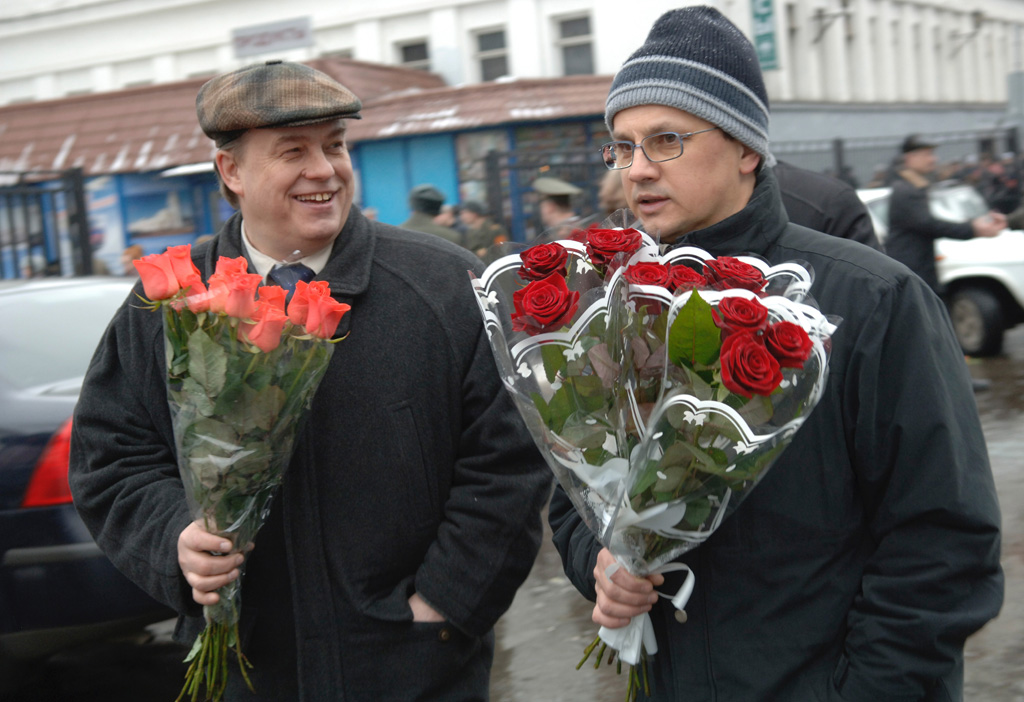
Mezinárodní den žen